# Chelura
Chelura is een monotypisch geslacht van vlokreeften uit de familie van de Cheluridae.

## Soort
- Chelura terebrans Philippi, 1839